# Beija-flor-violeta
Colibri-d'orelhas-grande ou beija-flor-violeta, também colibri-d'orelhas-grande ou beija-flor-orelhudo-violeta-e-verde  (nome científico: Colibri coruscans) é uma espécie de ave da família Trochilidae.

## Subespécies
São reconhecidas duas subespécies:
- Colibri coruscans coruscans (Gould, 1846) - ocorre das montanhas da Colômbia e Venezuela até o noroeste da Argentina.
- Colibri coruscans germanus (Salvin & Godman, 1884) - ocorre nos Tepuis do sul da Venezuela, e Guiana e na região adjacente do norte do Brasil.